# بلدية ماروب
بلدية ماروب هي بلدية في لاتفيا، بلغ عدد سكانها 15٬950  نسمة، عاصمتها Mārupe ‏.

## الموقع
تشترك في الحدود مع:
- ريغا
- بلدية أولاين
- بلدية ببيت.